# Merops mentalis
Il gruccione testablu occidentale (Cabanis, 1889) è un uccello appartenente alla famiglia Meropidae, diffuso in Camerun, Costa d'Avorio, Guinea Equatoriale, Ghana, Guinea, Liberia, Nigeria e Sierra Leone.